# ملانی بلات
ملانی بلات (انگلیسی: Melanie Blatt؛ زادهٔ ۲۵ مارس ۱۹۷۵) بازیگر، خواننده و ترانه‌سرای انگلیسی است. او از سال ۱۹۹۳ میلادی تاکنون مشغول فعالیت بوده‌است.